# Drosophila montana
Drosophila montana är en tvåvingeart som beskrevs av Stone, Griffen och Patterson 1941. Drosophila montana ingår i släktet Drosophila och familjen daggflugor.
Arten finns i USA och Kanada. Arten är reproducerande i Sverige.